# Birgitte Sigmundstad
Birgitte Sigmundstad (* 1969 in Bærum) ist eine norwegische bildende Künstlerin, Fotografin und Filmemacherin. Ihre Filme sind essayistisch geprägt. Sie behandeln oft Kunst, Kunstgeschichte oder historische Ereignisse.

## Biografie
Birgitte Sigmundstad wurde in den 1990er Jahren in England ausgebildet. Sie studierte am Surrey Institute of Art and Design, University College. Im Jahr 1993 nahm sie erstmals an der Herbstausstellung teil. Sie arbeitete anfangs als künstlerische Fotografin und Videokünstlerin und nahm an mehreren Ausstellungen sowie Videofestivals im In- und Ausland teil. Seit 2004 macht sie Dokumentarfilme, oft mit Themen aus Norwegen.
In den Jahren 2002 bis 2004 reiste sie ins ehemalige Jugoslawien. Dies beeinflusste ihre Sichtweise auf das Filmemachen und darauf, Norwegerin zu sein. Der Film If on a winters night a traveller to Serbia aus dem Jahr 2008 zeigt 15 Möglichkeiten, einen Dokumentarfilm über ein Nachkriegsland zu drehen. Sigmundstad experimentiert und wendet verschiedene Methoden auf denselben Film an. Der Film Odel aus dem Jahr 2015 handelt von einem alten norwegischen Landwirtschaftsgesetz. Hammersborg – Protecting the bygone Future von 2016 handelt von den Regierungsgebäuden, die bei den Anschlägen vom 22. Juli 2011 beschädigt wurden.
Beim Festival War on Screen 2023 in Châlons-en-Champagne gehörte sie zur internationalen Jury. Beim Internationalen Dokumentarfilmfestival München 2025 war Sigmundstad mit dem Film The New Museum über das Nationalmuseum Oslo für Kunst, Architektur und Design vertreten.
Sie lebt und arbeitet in Oslo und ist auch weiter als künstlerische Fotografin tätig.

## Filmografie (Auswahl)
- 2003: What we talk about when we talk about film
- 2005–2008: Hvis en reisende en vinternatt til Serbia (If on a winters night at traveller to Serbia)
- 2006: Hvorfor har det ikke vært noen store kvinnelige kunstnere (Why have there been no great women artists?)
- 2007: That’s Entertainment
- 2010: En dag med historien (Regie)
- 2010: En ny retning (A New Direction) (Regie, Drehbuch, Produktion, Darstellerin)
- 2012: Samleren (The collector)
- 2013: Et godt motiv (A good motive)
- 2013: Brevet til Kulturministeren (A letter to the minister of Culture) (Regie, Produktion)
- 2015: Odel (Regie, Drehbuch)
- 2016: Hammersborg Protecting the bygone future (Regie, Drehbuch, Produktion)
- 2018: Dear Sherman
- 2018: Jeg må til bunns her - en film om Frysja Kunstnersenter (A film about Frysja Art Center)
- 2019: Han bærer sitt eget Tahiti i seg (He carries his own Tahiti within himself)
- 2020: Kunst og ukunst (Art and Nonart)
- 2020: Hva vi snakker om når vi snakker om krigen (What we talk about when we talk about war)
- 2021: Norway at War
- 2021: And Other Stories
- 2023: En bygdekirke ifølge Harry Fett (A Village Church According to Harry Fett)
- 2023: På Terskelen (On the Threshhold)
- 2025: The new museum (Det nye museet)

## Auszeichnungen
- 2007 Einar-Granum-Kunstpreis[1]
- 2011 Statens garantiinntekt for kunstnere[1]